# Ортель Королівський Другий
Ортель Королівський Другий (пол. Ortel Królewski Drugi, Ортель Крулевський Друґі) — село в Польщі, у гміні Піщаць Більського повіту Люблінського воєводства.

## Історія
У 1975-1998 роках село належало до Білопідляського воєводства.